# Temuco
Temuco è una città che si trova nel sud del Cile ed è capitale della provincia di Cautín e della regione dell'Araucanía, anche chiamata IX Regione.

## Storia
È stata fondata nel 1881 come forte da Manuel Recabarren, grazie alla sua posizione nella valle centrale di La Araucanía Regione; tale posizione ha portato alla successiva creazione di una stazione ferroviaria. Si trova a una distanza di 675 km da Santiago del Cile, capitale della Repubblica.
Possiede una delle più importanti aree naturali protette dalla valle di La Araucanía, il Monumento Naturale Cerro Ñielol, nei pressi di Plaza de Armas. Alcune delle ultime foreste restanti della valle centrale di La Araucanía si trovano nei pressi di Temuco.
È sede vescovile e ha una popolazione di 300.000 abitanti circa, in gran parte di origine europea, spagnola e tedesca in particolare. Tedesco fu anche uno degli architetti cui si deve la sistemazione urbanistica della città: Teodoro Schmids Weichesel. 
Nei suoi dintorni vivono ancor oggi numerosi rappresentanti dell'etnia Mapuche. Infatti, il toponimo viene dal mapuzugun, significa “acqua di temu” albero medicinale usato dai mapuche, i nativi di questa regione.

## Sport
L'Estadio Germán Becker è un impianto multifunzione dedito principalmente al calcio che ospita gli incontri interni del Deportes Temuco ed è stato uno delle sedi della Copa América 2015.

## Società

### Evoluzione demografica
| Censimento del 1992 | Censimento del 2002 |
| 197.236 ab.         | 260.878 ab.         |